# Vicente Seguí García
Vicente Seguí García (València, 13 de desembre del 1927 - Madrid, 4 de juliol del 1988) va ser un futbolista valencià. Jugava d'extrem esquerre i la major part de la seua carrera va transcórrer al València CF.

## Clubs
- CE Mestalla - 1945-1946
- València CF - 1946-1959 - Primera divisió - 260 partits i 83 gols
- Llevant UE - 1959-1960 - Segona divisió

## Títols
- 1 Lliga - València CF - 1946-1947
- 2 Copes del Rei - València CF - 1949 i 1954